# Каратальський сільський округ (Маканчинський район)
Карата́льський сільський округ (каз. Қаратал ауылдық округі, рос. Каратальский сельский округ) — адміністративна одиниця у складі Маканчинського району Абайської області Казахстану. Адміністративний центр — село Каратал.
Населення — 1420 осіб (2021; 1575 у 2009, 2302 у 1999, 2690 у 1989).
Станом на 1989 рік існувала Каратальська сільська рада (села Атигай, Бугібай, Каратал), село Емель перебувало у складі Бахтинської сільради.

## Склад
До складу округу входять такі населені пункти:
| Населений пункт | Старі назви | Населення, осіб (1989) | Населення, осіб (1999) | Населення, осіб (2009) | Населення, осіб (2021) |
| --------------- | ----------- | ---------------------- | ---------------------- | ---------------------- | ---------------------- |
| Атигай, село    | -           | 728                    | 36                     | -                      | -                      |
| Бекет, село     | -           | -                      | 589                    | 394                    | 361                    |
| Бугубай, село   | Бугібай     | 321                    | 265                    | 224                    | 225                    |
| Емель, село     | -           | 81                     | -                      | -                      | -                      |
| Каратал, село   | -           | 2492                   | 1412                   | 957                    | 834                    |